# Lista de bairros de Uberlândia
Esta é uma Lista de bairros de Uberlândia, cidade de Minas Gerais, Brasil. O município possui 77 bairros oficiais, reconhecidos pela Prefeitura da cidade, em 2020 ; e eles estão divididos em cinco regiões:
- Norte, Leste, Oeste, Sul e Central.
- No total, a cidade possui 706 597 mil habitantes, segundo estimativas do IBGE/2021.[1]
- Não estão inclusos os bairros integrados (bairros extintos, que hoje fazem parte de outros bairros), loteamentos e condomínios.
- Veja a lista de bairros de Uberlândia, divididos por região:

## Bairros daRegião Central de Uberlândia- 11 oficiais
Não estão inclusos os bairros extintos, nem loteamentos, nem condomínios
- Centro
- Fundinho
- Nossa Senhora Aparecida
- Martins
- Osvaldo Rezende
- Bom Jesus
- Brasil
- Cazeca
- Lídice
- Daniel Fonseca
- Tabajaras

## Bairros daZona Norte de Uberlândia- 11 oficiais
Não estão inclusos os bairros extintos, nem loteamentos, nem condomínios
- Presidente Roosevelt
- Jardim Brasília
- São José
- Marta Helena
- Pacaembu
- Santa Rosa
- Residencial Gramado
- Nossa Senhora das Graças
- Minas Gerais
- Distrito Industrial
- Maravilha

## Bairros daZona Oeste de Uberlândia- 18 oficiais
Não estão inclusos os bairros extintos, nem loteamentos, nem condomínios
- Jaraguá
- Planalto
- Chácaras Tubalina
- Chácaras Panorama
- Luizote de Freitas
- Jardim das Palmeiras
- Jardim Patrícia
- Jardim Holanda
- Jardim Europa
- Jardim Canaã
- Mansour
- Dona Zulmira
- Taiaman
- Guarani
- Tocantins [2]
- Morada do Sol
- Monte Hebron
- Residencial Pequis
- Morada Nova Bairro da Zona Urbana do Distrito de Miraporanga

## Bairros daZona Sul de Uberlândia- 19 oficiais
Não estão inclusos os bairros extintos, nem loteamentos, nem condomínios
- Tubalina
- Cidade Jardim
- Nova Uberlândia
- Patrimônio
- Morada da Colina
- Vigilato Pereira
- Saraiva
- Lagoinha
- Carajás
- Pampulha
- Jardim Karaíba
- Jardim Inconfidência
- Santa Luzia
- Granada
- São Jorge
- Laranjeiras
- Shopping Park
- Jardim Sul
- Gávea

## Bairros daZona Leste de Uberlândia- 17 oficiais
Não estão inclusos os bairros extintos, nem loteamentos, nem condomínios
- Santa Mônica
- Tibery
- Segismundo Pereira
- Umuarama
- Alto Umuarama
- Custódio Pereira
- Aclimação
- Mansões Aeroporto
- Alvorada
- Novo Mundo
- Morumbi
- Residencial Integração[3]
- Morada dos Pássaros
- Jardim Ipanema
- Portal do Vale
- Granja Marileusa
- Grand Ville

## Distritos ou vilas
- Cruzeiro dos Peixotos - saída pela Rodovia Comunitária Neuza Rezende - via Av. Antônio Thomas Ferreira Rezende - Zona Norte.
- Martinésia - saída pela Rodovia Comunitária Neuza Rezende - via Av. Antônio Thomas Ferreira Rezende, na Zona Norte.
- Tapuirama - saída pela BR-452 - Zona Leste, sentido Nova Ponte e Santa Juliana.
- Miraporanga - saída pela Estrada de Miraporanga/Campo Florido - próximo ao Bairro Jardim das Palmeiras - Zona Oeste.
- Miranda -  saída pela BR-452, na Zona Leste, sentido Santa Juliana.